# The Jonah Kit
The Jonah Kit este un roman științifico-fantastic din 1975 scris de autorul britanic Ian Watson. În 1977, The Jonah Kit a câștigat Premiul BSFA pentru cel mai bun roman.

## Vezi și
- 1975 în literatură
- 1975 în științifico-fantastic